# ニコラス・ジョアッキーニ
ニコラス・ジョアッキーニ（Nicholas Gioacchini、2000年7月25日 - ）は、アメリカ合衆国・カンザスシティ出身のプロサッカー選手。ポジションはFW。セリエA・コモ1907所属。アメリカ代表。

## 経歴
15歳の時、家族とともにフランスに移住した。 
2015年、パリFCに入団した。
2018年5月14日、SMカーンと2年契約を結んだ。
2022年7月20日、メジャーリーグサッカーのオーランド・シティSCと2年半の契約を結んだことが発表された。
2022年11月11日、MLSでの初年度を前に、2022年MLSエクスパンションドラフトでセントルイス・シティSCに指名された。
2024年1月24日、イタリア・セリエBのコモ1907に3年半の契約で加入した。